# モリス郡 (ニュージャージー州)
モリス郡（英: Morris County）は、アメリカ合衆国ニュージャージー州の北部にある郡。マンハッタンの西40kmに位置しており、ニューヨーク都市圏の一部である。人口は50万9285人（2020年）。
郡庁所在地はモリスタウン町（人口18,411人）であり、同郡で人口最大の自治体はパーシッパニー・トロイヒルズ・タウンシップ（人口53,238人）である。

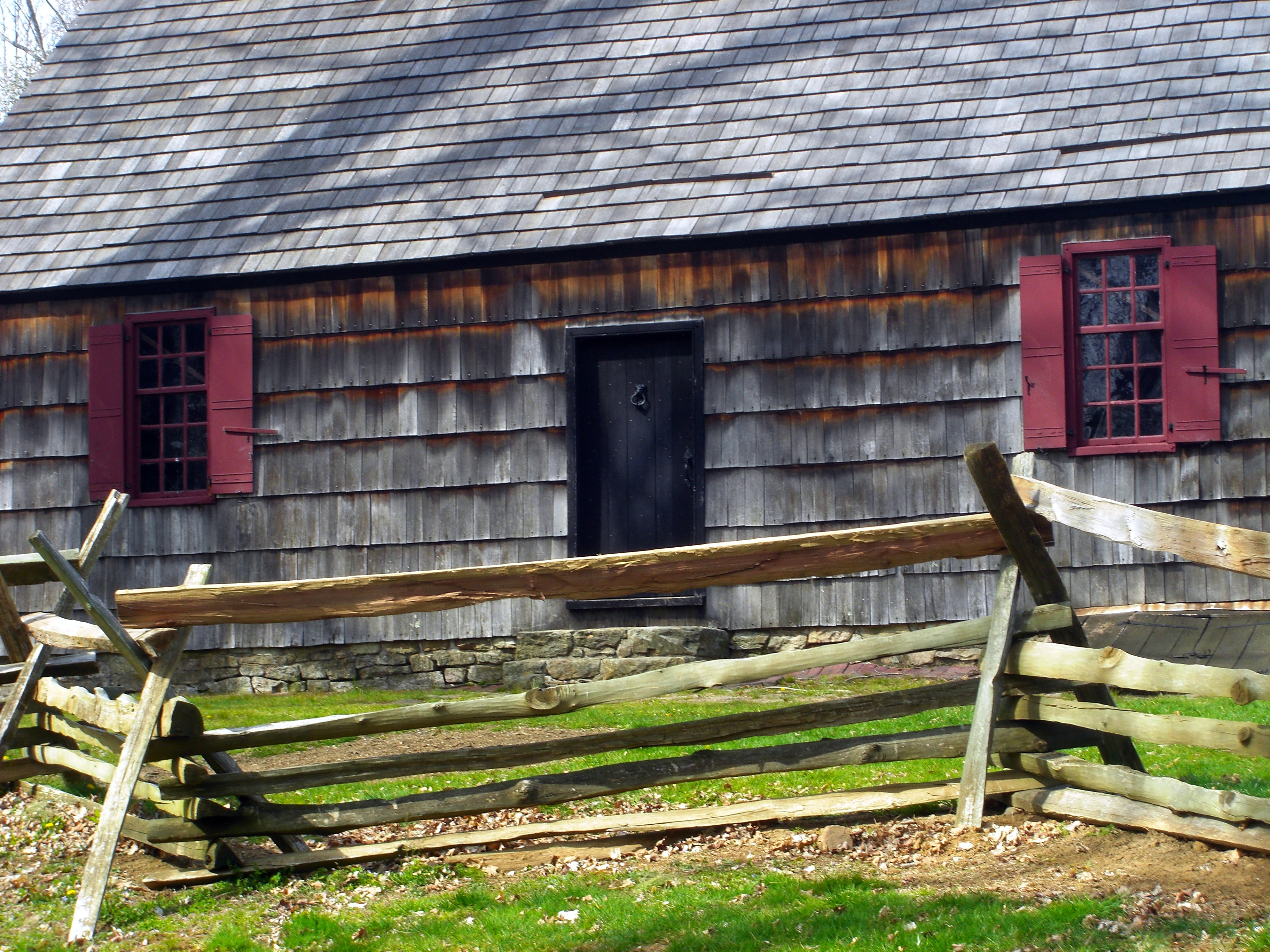
モリスタウン国立歴史公園、ハーディング・タウンシップ

モリス郡は世帯当たり収入の中央値で国内第8位、一人当たり年収では同第10位だった。アメリカ合衆国商務省経済分析局に拠れば、2009年の一人当たり年収で国内3,113郡のうちの第16位、州内では第2位だった。ニューヨーク大都市圏の中では、収入の中央値で第3位である。

## 歴史

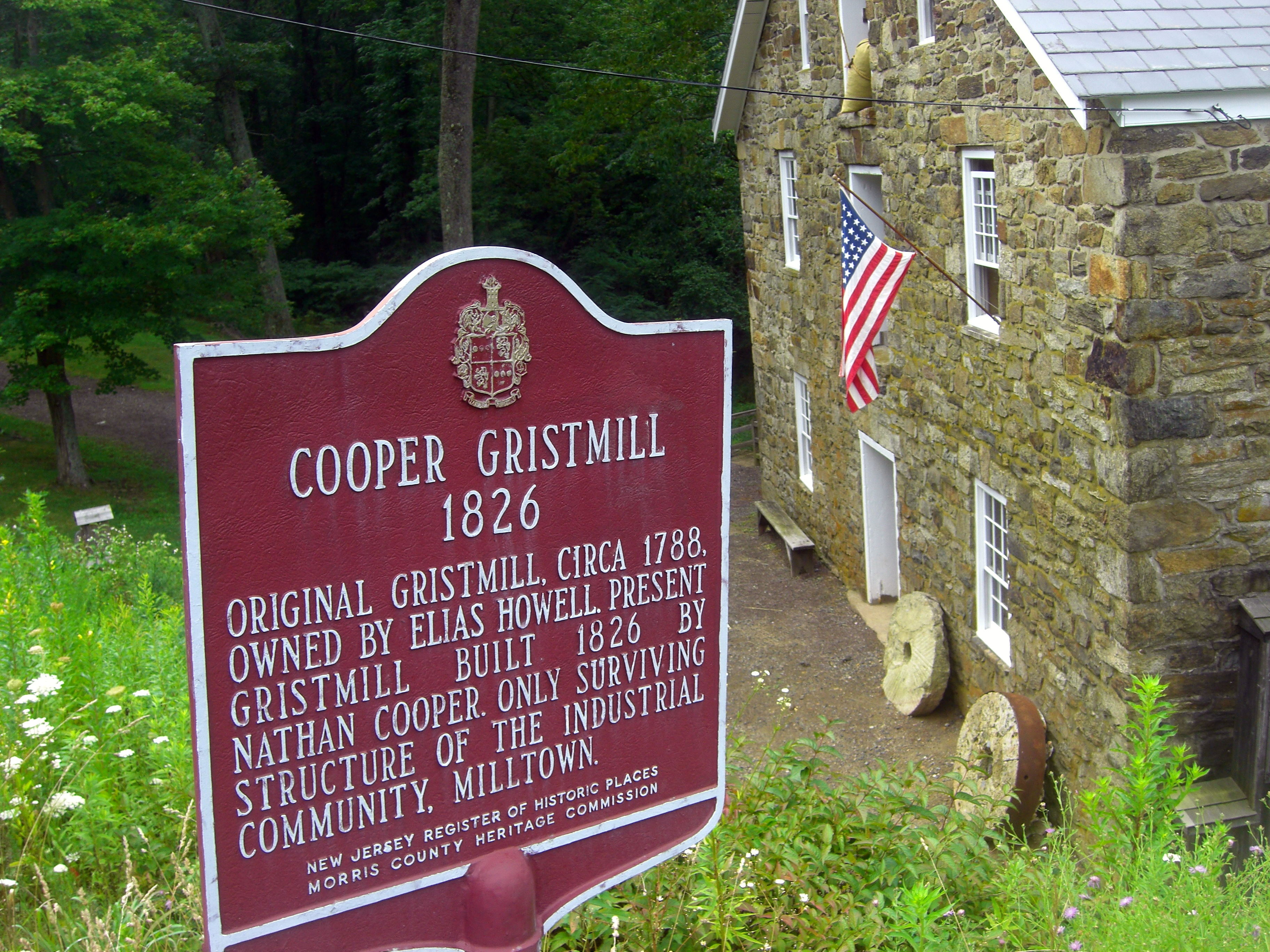
チェスター・タウンシップにあるクーパー・ミル

### 郡名の由来
モリス郡は、1738年から1739年にニュージャージー植民地総督を務めたルイス・モリスに因んで名づけられた。1739年はモリス郡が設立された年である。

### 新大陸発見後
モリス郡となった地域にヨーロッパ人が訪れる以前、レナペ族インディアンが住んでいた。川沿いに住み、動物を狩り、魚を獲り、植物や木の実を集めていた。
1611年から1614年、オランダがニューネーデルラント植民地を設立し、北緯40度線から45度線の間の領有を主張したので、その中にはニュージャージーの北部も含まれた。
インディアンはオランダ人と毛皮や食料と引き換えに様々な商品を手に入れた。オランダ人からは金属のポット、ナイフ、斧、毛布が渡った。インディアンとの交易は1643年まで続いたが、様々な考え方の不一致や誤解のために一連の戦争が起こった。
オランダとインディアンの敵対関係は1643年から1660年まで続いた。このことでオランダによるニュージャージーの開拓は遅れた。
1664年8月27日、3隻のイギリス艦船がニューアムステルダムの砦に近づいたときに、その砦はイギリスに降伏した。イギリスがニューネーデルラント地域を支配し、モリス郡となった地域はニューヨーク植民地の支配下に入った。インディアンとの関係は暫くの間改善された。
その10年後に第三次英蘭戦争が起こった。オランダはニューアムステルダムを再度支配したが、その1年後にはイギリスに返還した。
ヨーロッパ人による開拓は18世紀初期に始まった。モリス郡の地域は当初ハンタードン郡と呼ばれていた。当時もインディアンはこの地域にいた。インディアンの土地は、毛布、シャツ、ラム酒、銃、ナイフ、ポット、火薬など様々な品物と引き換えに買収された。インディアンにとって、土地を売る行為はヨーロッパ人の考え方と異なっていた。まず大西洋岸から開拓が始まり、内陸に移っていった。
地域最初の開拓地は1695年にオランダ人がポンプトン平原に開いたものだった。1710年から1730年、様々鉄鉱石鉱山や鋳造所が設立された。その最初のものは1710年のウィッパニーであり、1713年のサッカサナが続いた。
1750年までに、インディアンは全てニュージャージーを離れた。これは土地をインディアンから購入したこと、ヨーロッパ由来の疫病でインディアンの人口が減ったこと、小氷河期のために飢餓が生じたことが要因だった。この小氷河期に、インディアンはトウモロコシなどの栽培に失敗し、川が凍って釣りができなかった。吹雪のために動物は冬眠状態になり、見つけられなかった。晩霜のためにオーク、ヒッコリー、ブナ、クルミ、クリ、バターナットの実も食料の足しにはならなかった。これらすべてが同時におこり、インディアンはカナダ東部、あるいはオハイオ・バレーに移っていった。1737年9月にあったウォーキング・パーチェイス（1日で歩いただけの土地を購入）によって、ペンシルベニア東部に移住することも妨げられた。当時、農業や入植するための土地があったので、ヨーロッパ人による開拓が急速に進展した。
モリス郡は1739年3月15日にハンタードン郡から分離して設立された。郡名はニュージャージー植民地総督を務めたルイス・モリス大佐に因んで名づけられた。1753年6月8日に郡域からサセックス郡が設立され、独立後の1824年11月20日にはウォーレン郡が創設された。
アメリカ独立戦争の時に、1777年冬のトレントンとプリンストンの戦いの後、大陸軍が郡内で宿営した。1779年から1780年の冬も小氷河期で極度に寒い冬だったが、ジョッキーホローで冬営を張った。

## 地理
アメリカ合衆国国勢調査局に拠れば、郡域全面積は481.62平方マイル (1,247.4 km2)であり、このうち陸地460.18平方マイル (1,191.9 km2)、水域は21.45平方マイル (55.6 km2)で水域率は4.45%である。

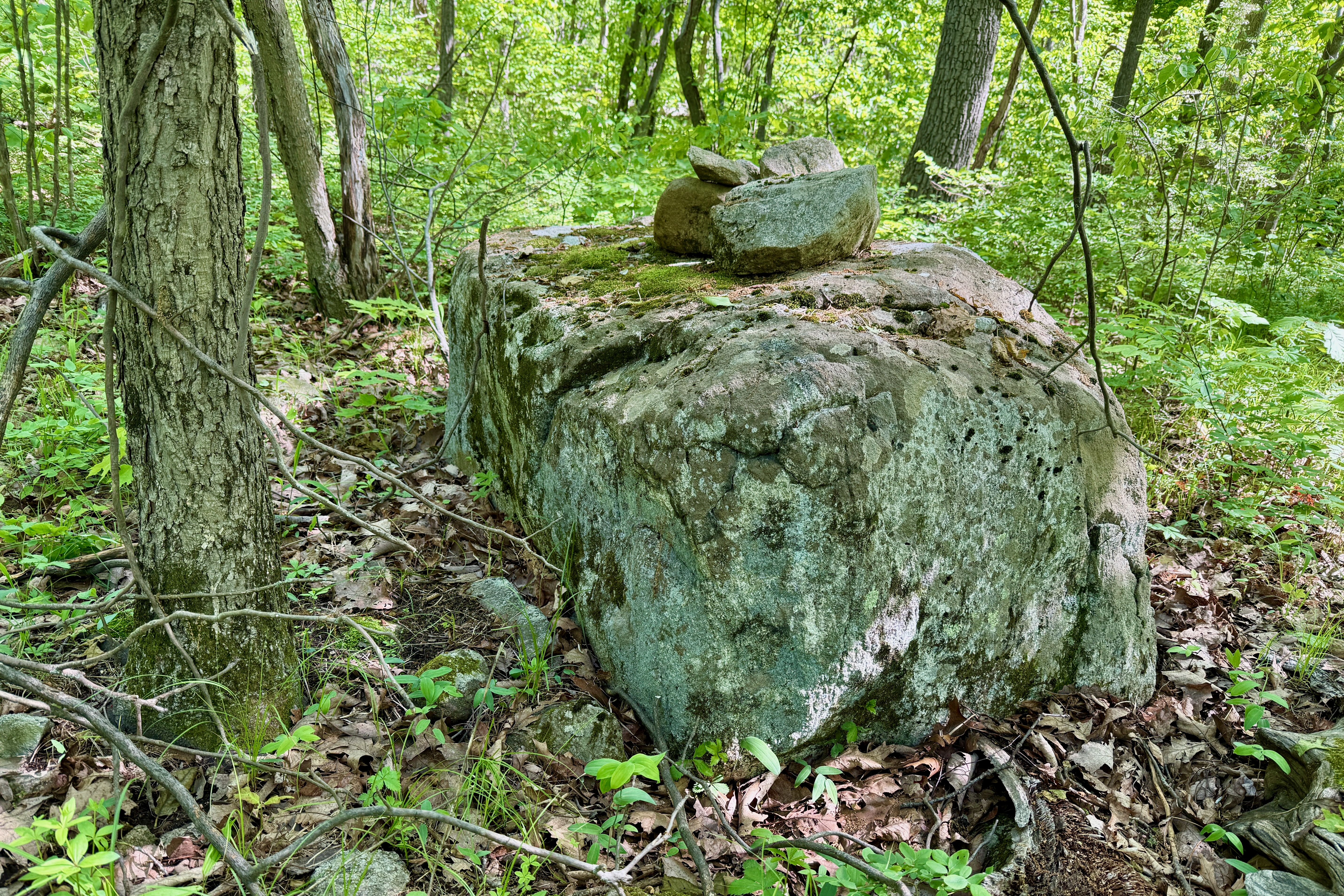
郡内最高地点を示す道標に近い森の中

郡域は東から西に標高が上がっており、パセイック川バレーの開発が進んだ東部が比較的平坦である。郡内最高地点はジェファーソン・タウンシップ内パイン湿地の南にある山で、海抜1,395フィート (425 m) である。2番目に高い地点はライカー湖の北にある山で、海抜1,358フィート (414 m) である。最低地点はパセーイク川とポンプトン川の合流点にあるツーブリッジズで、海抜160フィート (49 m) である。
郡内を幾つかの川が流れている。ロッカウェイ川は郡北部に125平方マイル (320 km2) の流域がある。ウィッパニー川は郡中央部に69平方マイル (180 km2) の流域がある。ラリタン川南支流とブラック川が郡西部を流れている。ロアンタカブルック保護地は公共公園であり自然に溢れている。
郡境の大半は川になっている。ペカノック川は北側郡境を流れている。ポンプトン川は東部にある。パセーイク川も東部境界にある。西部境界はマスコニトコング川である。
郡内に幾つかの湖があり、中でもホパットコング湖、バッド湖、パーシッパニー湖、ジャージーシティ貯水池が著名である。

### 地質

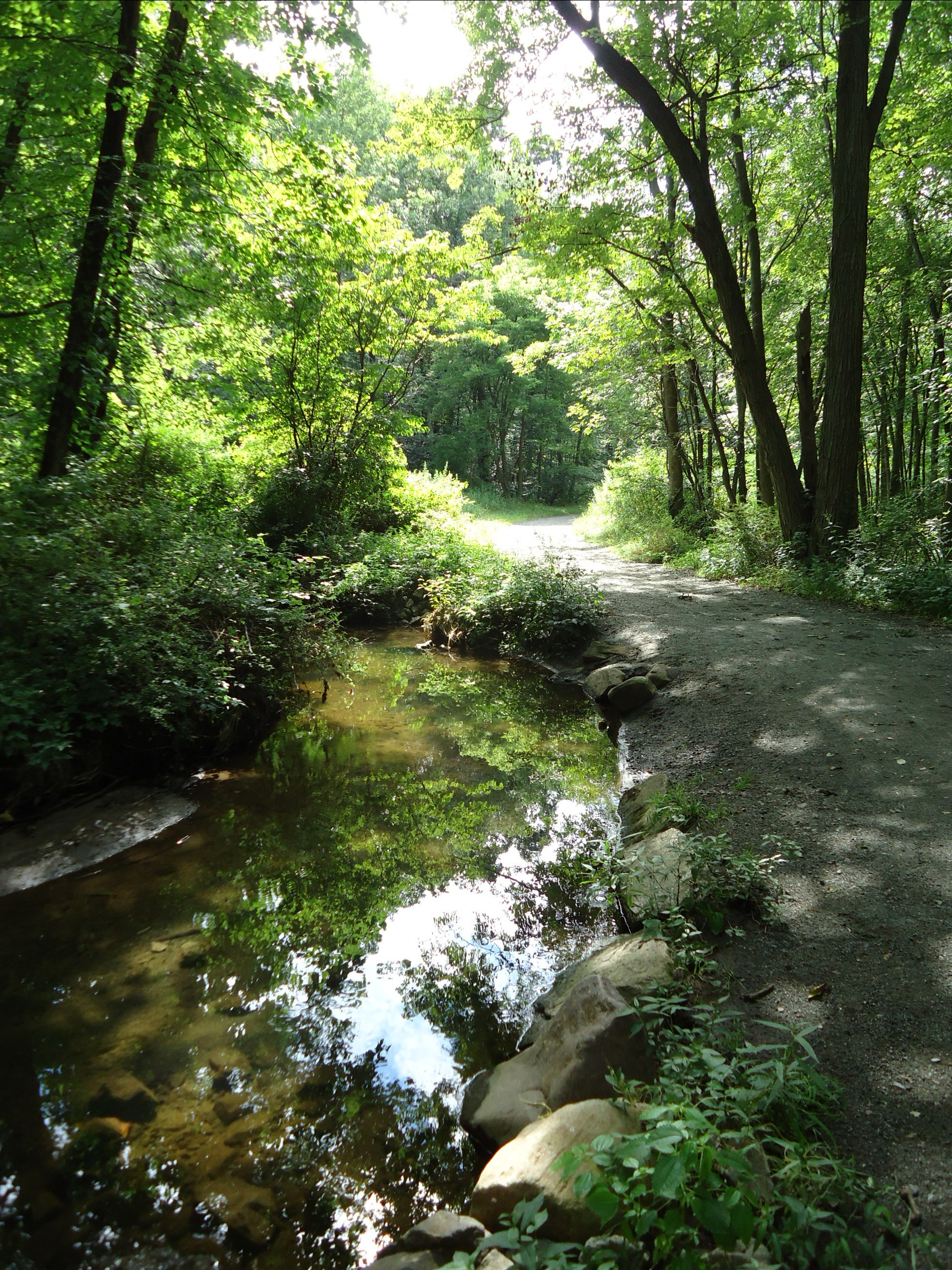
ロアンタカブルック保護地の水流沿いにある馬道

約5億年前、アーチ状の火山島の連なりが原始北アメリカと衝突し、北アメリカプレートの上に乗り上げた。現在のハンタードン郡地域は浅い海だったので、その諸島の岩が郡西部と東部の高地を生み出した。
4億年前頃、長く細い小さな大陸が北アメリカ大陸と衝突した。これによる圧縮で屈曲と断層がおこった。約3億5000年前にアフリカプレートが北アメリカプレートと衝突し、アパラチア山脈の屈曲と断層を生んだ。アフリカプレートが北アメリカから離れて行くと、中断された隆起のバレーが作られた。この半グルーベンがブーントンの東に始まり、パーシッパニーの中央、モリスタウンの南を通り、グレートスワンプの南端に続いている。パーシッパニーとブーントンの地域から半グルーベンは東に向かい、パターソンの西側に行き、溶岩流によってあらたな断層となっている。ラマポ断層の東は中断された隆起がある所である。ラマポ断層は郡内を北東から南西に走っている。この断層がハイランズとピードモント台地、別名ニューアーク・ベースンとを分けている。これは活断層である。最新の地震は1884年に起こった。
紀元前21000年頃ニュージャージーに入ってきたウィスコンシン氷河はモリス郡のほぼ半分を覆っていた。名残のモレーンは、ハケッツタウンから東に、バッド湖の北、ロッカウェイとダンビルの東、モリスタウンの南東に向かい、そこからは南にグレートスワンプの南端に向かっている。氷河は紀元前13000年頃に溶け、氷河から溶け出した水がパセーイク氷河湖を造った。この湖は現在のポンプトン湖からパーシッパニーを抜けグレートスワンプの南端まで広がっていた。パーシッパニーからは東に、パターソンの西にある溶岩流に伸びていた。この湖は長さ30マイル (48 km)、幅10マイル (16 km) あった。水深は約200フィート (60 m) だった。ウィスコンシン氷河がモリス郡を覆っていた時に、その厚さは約980フィート (300 m) あった。氷河からでた礫のためにショートヒルズに近いワチャング山地の水を排水できなかった。その代わりに、湖の南西端にあるモギーホローから排水した。氷河が融けてニューヨーク州境まで後退すると、この湖からリトルフォールズ地域の方が低かったのでここから排水した。こうしてパセーイク川が作られた。
グレートピースメドウズ、ハットフィールドスワンプ、トロイメドウズ、リーメドウズ、グレートスワンプなどの湿地は昔パセーイク湖の下にあったものであり、排水が進んでこれらが作られた。

### 交通

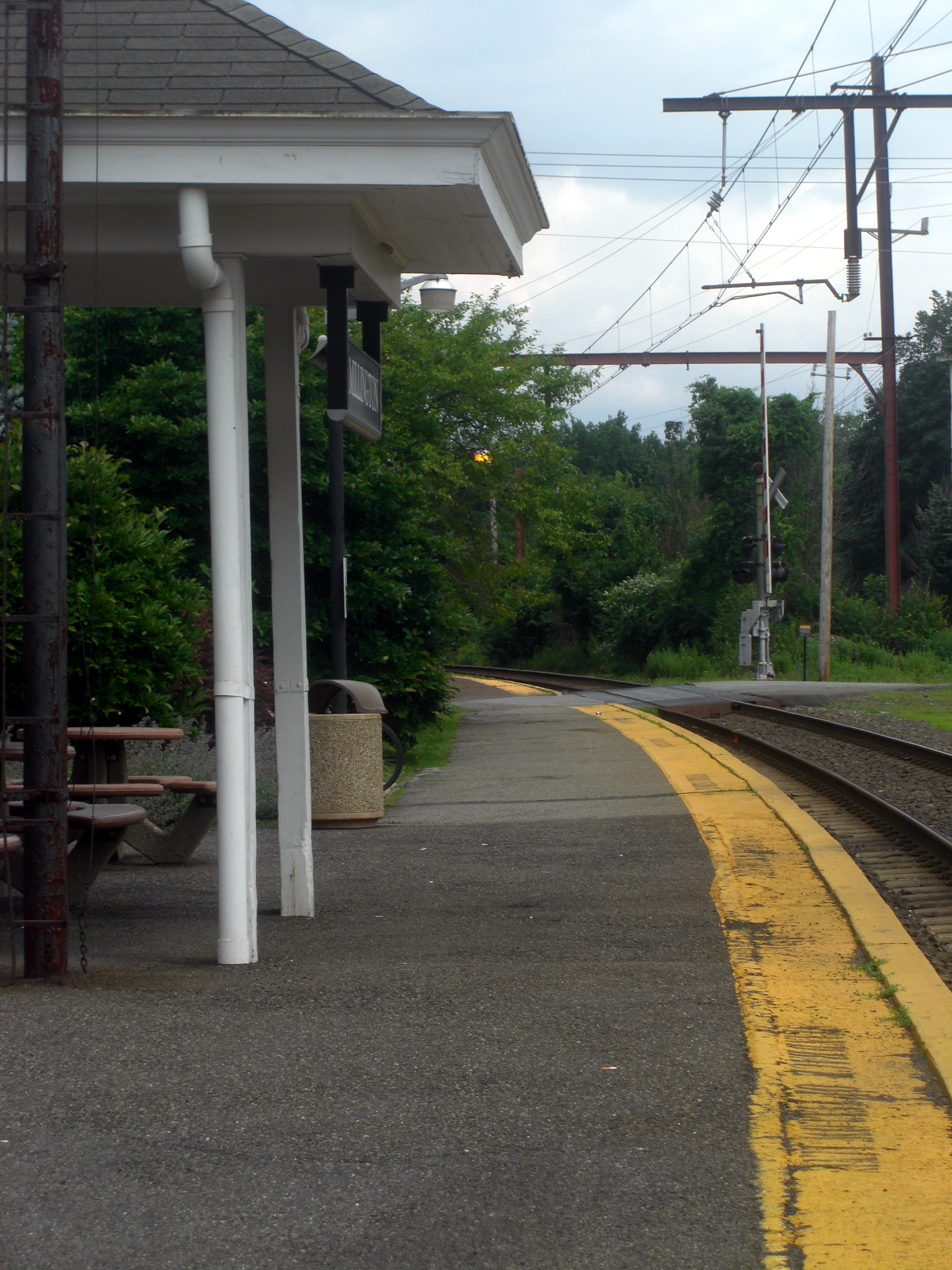
ミリントン鉄道駅

郡内を通る幹線道路としては、州間高速道路80号線、同287号線、同280号線、アメリカ国道206号線、同207号線、同46号線、ニュージャージー州道10号線、同24号線があり、他にも郡道や地方道が多い。
ニュージャージー・トランジットがモリス・アンド・エセックス線とモントクレア・ブーントン線を運行してホーボーケンとを繋ぎ、ミッドタウン・ダイレクトによってニューヨーク市とを繋いでいる。郡内にある駅は、モリス・アンド・エセックス線のチャタム、マディソン、コンベント、モリスタウン、モリスプレーンズ、デンビル、ドーバーがある。グラッドストン支線にはジレット、ミリントン、スターリングの駅がある。以上は電化線で週7日運行されている。気動車はウィークデイのみであり、マウントアーリントン、ランディング、ネットコング、マウントオリーブ、マウンテンレイクス、ブーントン、モントビル、リンカーンパークに停まる。
バス交通はレイクランドバス会社やニュージャージー・トランジットなど数社が運行している。

### 気候と気象
近年、郡庁所在地であるモリスタウン市の平均気温は1月の18°F (-8 ℃) から7月の86°F (30 ℃) まで変化している。過去最低気温は1934年2月に記録された-26°F (-32 ℃) であり、過去最高気温は2001年8月に記録された104°F (40 ℃) である。月間降水量は2月の2.91インチ (74 mm) から9月の4.89インチ (124 mm) まで変化している。

### 隣接する郡
- サセックス郡 - 北
- パセーイク郡 - 北東
- エセックス郡 - 東
- ユニオン郡 - 南東
- サマセット郡 - 南
- ハンタードン郡 - 南西
- ウォーレン郡 - 西

### 国立保護地域
- グレートスワンプ国立野生生物保護区（部分）
- トロイ・メドウズ
- モリスタウン国立歴史公園

## 人口動態

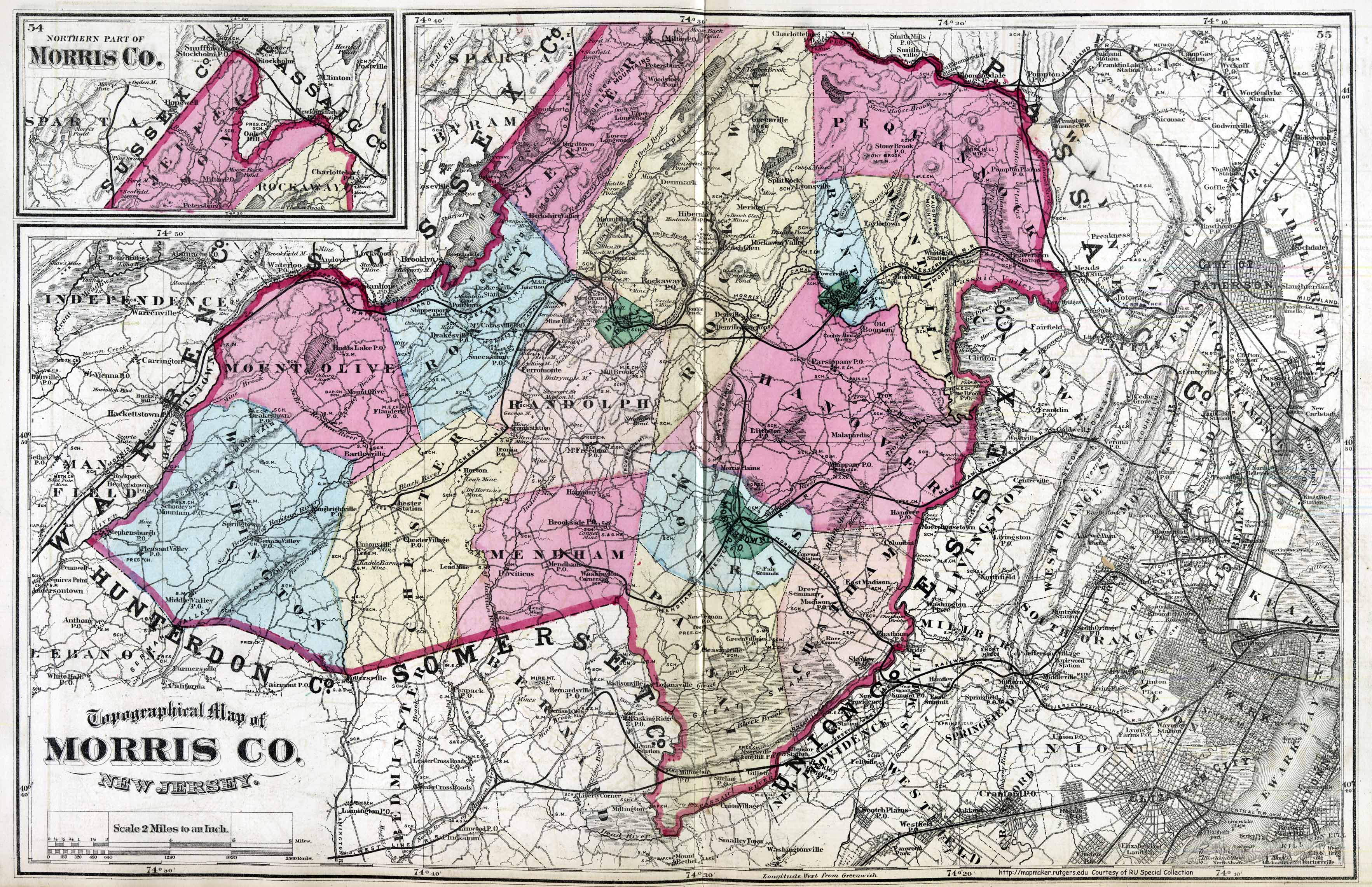
1872年のモリス郡

以下は2010年国勢調査による人口統計データである。（　）内に2000年データを示す。
| 基礎データ - 人口: 492,276人 (470,212人) - 世帯数: 180,534 世帯 (169,711 世帯) - 家族数: 129,262 家族 (124,907 家族) - 人口密度: 413.1人/km2（1,069.8人/mi2）(387, 1,003) - 住居数: 189,842軒 (174,379軒) - 住居密度: 159軒/km2（413軒/mi2）(144, 372) 人種別人口構成 - 白人: 82.61% (87.20%) - アフリカン・アメリカン: 3.12% (2.80%) - ネイティブ・アメリカン: 0.16% (0.12%) - アジア人: 8.95% (6.26%) - 太平洋諸島系: 0.02% (0.04%) - その他の人種: 3.03% (2.01%) - 混血: 2.10% (1.56%) - ヒスパニック・ラテン系: 11.47% (7.79%) 先祖による構成（2000年データ） - イタリア系：21.5% - アイルランド系：14.5% - ドイツ系：10.6% - ポーランド系：5.5% - イギリス系：5.5% 年齢別人口構成 - 18歳未満:23.9% (24.8%) - 18-24歳: 7.1% (6.4%) - 25-44歳: 25.2% (31.9%) - 45-64歳: 30% (25.3%) - 65歳以上: 13.8% (11.6%) - 年齢の中央値: 41歳 (38歳) - 性比（女性100人あたり男性の人口） - 総人口: 95.9 (95.8) - 18歳以上: 93.2 (92.7) | 世帯と家族（対世帯数） - 18歳未満の子供がいる: 33.9% (35.4%) - 結婚・同居している夫婦: 59.6% (62.8%) - 未婚・離婚・死別女性が世帯主: 8.5% (7.9%) - 非家族世帯: 28.4% (26.4%) - 単身世帯: 23.5% (21.5%) - 65歳以上の老人1人暮らし: 9.5% (7.3%) - 平均構成人数 - 世帯: 2.68人 (2.72人) - 家族: 3.19人 (3.18人) 収入と家計（2000年データ） - 収入の中央値 - 世帯: 77,340米ドル（国内第3位、2010年推計では91,469ドル） - 家族: 89,773米ドル（2007年推計では108,092ドル） - 性別 - 男性: 60,165米ドル - 女性: 40,065米ドル - 人口1人あたり収入: 36,964米ドル - 貧困線以下 - 対人口: 3.9% - 対家族数: 2.4% - 18歳未満: 3.7% - 65歳以上: 5.3% |

郡内のドーバーではヒスパニック系が過半数であり、モリスタウンでは4分の1以上になっている。パーシッパニー・トロイヒルズでは人口の18%以上がアジア系である。アイルランド系やドイツ系アメリカ人の数もかなり多い。ユダヤ系の社会は、ランドルフ、ロッカウェイ、モリスタウンなどで強い。イタリア系はリンカーンパーク、モントビル、イーストハノーバー、ペカノック・タウンシップ、リバーデールで多く、さらに北部や東部にも多い。その他の地域はアイルランド系やドイツ系と混ざり合っている。アイルランド系が多い町はワートン、デンビル、マインヒルなどである。
2009年、雑誌「フォーブス」はモリス郡を家族を育てるための最良の場所第6位に挙げた。これは州内では第1位だった。このランキン郡は主に高等教育を受けた率の98.4%や、地域における雇用の可能性が評価された。

## 郡政府と政治
モリス郡は7人の委員で構成される郡政委員会が統治している（ニュージャージー州では "Board of Chosen Freeholders" と呼ばれる）。郡全体を選挙区に党派選挙で選出される。任期は3年間である。毎年2人または3人が改選される。郡政委員会は6つの大部門、30以上の部門と機関、委員会、調査委員会を動かす方針を決める。部門の日々の管理は郡管理官が監督する。
郡政委員会は州法により、郡の全資産、財政などを規制する権限がある。その任務には郡の予算を立案し、採択すること、支出と債券を承認すること、郡役人と委員会委員を指名すること、郡に対煤クレーム全てを処理すること、郡政府を監督することである。
郡予算に影響する権限を持つ機関として、モリス郡税務委員会がある。郡政委員会と郡政府は税務委員会の費用については支配権が無く、税務委員会は州政府の機関である。ただし費用についての証明書は郡政府に提出している。
郡レベルの警察はモリス郡公園警察とモリス郡保安官事務所が担当している。司法組織としてはモリス郡検察官事務所がある。
アメリカ合衆国下院議員の選挙ではニュージャージー州第7および第11選挙区に入っている。2013年時点では共和党議員2人を選出している。

### 政治
2011年3月23日時点で郡内登録有権者数は 309,296人だった。このうち 110,341人(35.7%) は共和党に、68,302人(22.1%) は民主党に、130,454 人(42.2%) は無党派で登録されている。その他の政党で登録したのは199人だった。
2008年アメリカ合衆国大統領選挙では、共和党のジョン・マケインが132,331票、53.3%を獲得し、112,275票、45.2%だった民主党のバラク・オバマを制した。他の候補は2,310票、0.9%だった。登録有権者321,254人のうちの248,306人が投票し、投票率は77.3%だった。2004年アメリカ合衆国大統領選挙では、共和党のジョージ・W・ブッシュが135,241票、57.3%を獲得し、98,066票、41.6%だった民主党のジョン・ケリーを制した。他の候補は1,847票、0.6%だった。登録有権者313,745人のうちの235,920人が投票し、投票率は75.2%だった。
2009年ニュージャージー州知事選挙では、共和党のクリス・クリスティが59.5%を獲得し、31.0％だった民主党のジョン・コーザインを破った。無所属のクリス・ダゲットは8.0%だった。投票率は53.0%だった。

### 税
アメリカ合衆国内国歳入庁による2004年のデータでは、モリス郡は連邦所得税平均納税額で国内10位になっている。平均額は15,296米ドルであり、調整後総収入の16.3%に相当した。

## 経済
フォーチュン500に入っている会社の内、33社がモリス郡に本社または主要な事務所を置いている。AT&T、ハネウェル、コルゲート・パーモリーブ、ファイザー、ジョンソン・エンド・ジョンソン、エクソンモービル、ノバルティス、BASF、ベライゾン・コミュニケーションズ、バイエル、ワイスなどである。主要産業としては、金融、保険、不動産、薬品、医療、研究開発、技術がある。28の郡公園に13,000エーカー (53 km2)の土地が取られている。郡内に郡立4か所、民間16か所のパブリック・ゴルフコースがある。

## 都市と町

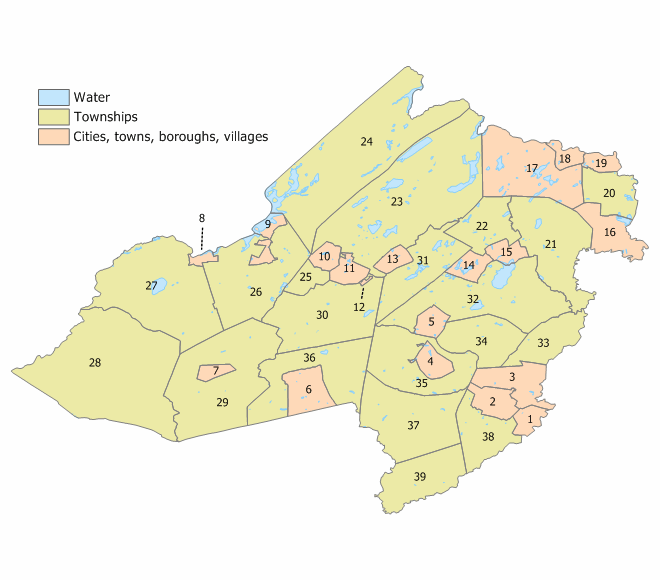
モリス郡の自治体

モリス郡には下記の自治体がある。国勢調査指定地域（CDP)と未編入の町はその所属するタウンシップの下に挙げる。名称の後の数字は右図の番号である。CDPと標記されない町は未編入の町である。
| - ブーントン町、15 - ブーントン・タウンシップ、22 - バトラー・ボロ、18 - チャタム・ボロ、1 - チャタム・タウンシップ、38 - チェスター・ボロ、7 - チェスター・タウンシップ、29 - デンビル・タウンシップ、31 - インディアンレイク - ユニオンヒル - シーダーレイク - イーストリングレイク - レイクアロウヘッド - ロックリッジレイク - ドーバー町、11 - イーストハノーバー・タウンシップ、33 - フローラムパーク・ボロ、3 - ハノーバー・タウンシップ、34 - シーダーノールズ - ウィッパニー - ハーディング・タウンシップ、37 - グリーンビレッジ - ニューバーノン - ジェファーソン・タウンシップ、24 - ピカティニーアーセナル - キネロン・ボロ、17 - リンカーンパーク・ボロ、16 - ロングヒル・タウンシップ、39 - ジレット - メイアーズビル - ミリントン - スターリング - マディソン・ボロ、2 - メンダム・ボロ、6 - メンダム・タウンシップ、36 - ブルックサイド - ラルストン - プレザントバレー - マインヒル・タウンシップ、25 - モントビル・タウンシップ、21 - パインブルック - トワコ - モリスプレーンズ・ボロ、5 - モリス・タウンシップ、35 - コリンズビル - コンベントステーション - ワシントンバレー | - モリスタウン町、4 - 郡庁所在地 - マウントアーリントン・ボロ、9 - マウントオリーブ・タウンシップ、27 - バッドレイクCDP - フランダース - マウンテンレイクス・ボロ、14 - ネットコング・ボロ、8 - パーシッパニー・トロイヒルズ・タウンシップ、32 - グレイストーンパーク - レイクハイアワサ - レイクパーシッパニー - パーシッパニー - トロイヒルズ - ペカノック・タウンシップ、20 - ポンプトンプレーンズ - ランドルフ・タウンシップ、30 - マウントフリーダム - リバーデール・ボロ、19 - ロッカウェイ・ボロ、13 - ロッカウェイ・タウンシップ、23 - グリーンポンド - ハイバーニア - レイクテレマーク - ホワイトメドウレイクCDP - ピカティニーアーセナル - ロクスベリー・タウンシップ、26 - フランダース - ケンビルCDP - ランディング - レッジウッド - ポートモリス - サッカサナCDP - ビクトリーガーデンズ・ボロ、12 - ワシントン・タウンシップ、28 - ロングバレーCDP - ワートン・ボロ、10 |

## 教育
モリス郡カレッジは2年制公立コミュニティカレッジであり、郡内の学生を受け入れている。キャンパスはランドルフにあり1965年に設立された。私立の2年制ローマ・カトリック系女子カレッジのアサンプション・カレッジ・フォー・シスターズがメンダムにある。
フローラムパーク、マディソン、コンベントステーション地域には3つの大学がある。カレッジ・アット・フローラムはフェアリー・ディッキンソン大学のキャンパスであり、これら3つの町の境界にある。ドリュー大学は小さな私立大学であり、マディソンにある。カレッジ・オブ・セントエリザベスは私立カトリック系4年制のリベラルアーツ女子カレッジであり、コンベントステーションにある

## メディア
郡内にはAMラジオ、FMラジオ各1局があり、またFMラジオとテレビ放送を流している局もある。新聞は「モリスタウン・デイリー・レコード」と「ザ・スター・レッジャー」がある。またケーブルテレビ局もある。